# Септимије Север
Луције Септимије Север (11. априла 146. — 4. фебруар 211) био је римски цар од 9. априла 193. године, па све до своје смрти. Север је постао цар након кратког периода превирања након убиства Комода 192. године. Након што је победио ривале и консолидовао своју власт, Север је водио успешну војну кампању против Парћана, као и против племена Каледона у данашњој Шкотској.
Основао династију Севера. Иако је често његова владавина приказивана као аутократска и диктаторска, Север је успео да стабилизује Римско царство.

## Биографија

### Рана каријера
Септимије Север је рођен 11. априла 145. године у граду Лептис Магна, удаљеном 600 km од Картагине, на северној обали Африке. Његова породица припадала је витешком сталежу. Одрастао је у родном граду, те је течно говорио локални пунски језик, а иако се школовао на латинском и грчком, те језике је говорио са благим нагласком. Познато је да се Север обучавао у беседништву, те да је у својој 17. години одржао прву јавну беседу.
Негде после 162. године, Септимије Север је дошао у Рим, где је студирао код чувеног правника Квинта Цервидиа Сцеволе (Quintus Cervidius Scaevola). Са доласком у Рим, Север се постепено укључивао у јавни и политички живот римске државе. Један од првих положаја које је заузео био је нижи магистрат Vigintisexviri, у оквиру кога је био задужен за надзор над одржавањем римских градских путева. Потом је постепено растао његов углед и положај у римском друштву, те је заузимао све више цивилне и војне положаје. Пре уласка у ред римских сенатора био је и државни правобранилац (advocatus fisci).

### Успон
172. године цар Марко Аурелије примио је Септимија Севера у сенаторски сталеж. Касније је био управник у Лугдунумској Галији. Ту се оженио Јулијом Домном, а 190. године је постао конзул. Нешто касније, 191. године, Комод му је доделио управу над провинцијом Горњом Панонијом. Септимије Север је са својом женом, Јулијом Домном и тек рођеним синовима, управљао овом провинцијом из Карнунтума.
Када су преторијанци убили Пертинакса, 193. године, Септимије Север се у Карунтуму прогласио за цара. Упутио се у Италију, коју је освојио практично без отпора. Али, легионари у Сирији прогласили су за цара Песценија Нигера, а у Британији Клодија Албина. Све до 197. Септимије Север је водио рат против ових претендената и на крају их је савладао. Током ових и других његових похода, пратила га је Јулија Домна.

### Септимије Север као цар

#### Војни успеси на Истоку
Као цар, Септимије Север је водио током 195, 197. и 198. године успешан рат против Парћана. Тада је северни део Месопотамије стављен под римску контролу. Септимије Север је чак 198. године освојио и парћанску престоницу Ктесифон, када је заробљено чак 100.000 људи. Ова победа на истоку приказана је на Славолуку Септимија Севера. У славу ове победе Септимије Север се почетком 198. године прогласио за  ; тиме је Септимије Север желео да се наслони на успехе и титулу коју је још Трајан имао.

#### Аутократска власт
Цареви односи са сенатом никада нису били добри. Од самог почетка Север није био популаран међу сенаторима пошто је на власт дошао уз подршку војске. Север је наредио погубљења великог броја сенатора под оптужбама за ковање завере у корупцију, и мењао их својим фаворитима. 
Иако је његова владавина претворила Рим у војну диктатуру, био је веома популаран међу становништвом јер је стао на пут корупцији раширеној током Комодове владавине. Када се након победе над Парћанима вратио у Рим, подигао је славолук који је добио име по њему (славолук Септимија Севера). 
Према Касију Диону, после 197. цар је потпуно пао под утицај преторијанског префекта Гаја Фулвија Плаутијана који је контролисао скоро све гране власти. Плаутијанова ћерка, Фулвија Плаутила, удата је за Северовог сина, Каракалу. Плаутијанова превелика моћ окончана је 204. када га је осудио царев умирући брат. Јануара 205. Каракала је оптужио Плаутијана да кује заверу за његово и Северово убиство, након чега је префект погубљен.
Свом сину Каракали дао је име Марко Аурелије Антонин како би своју власт повезао са спокојним временима владавине династије Антонина, нарочито са временом Марка Аурелија. Моћ војске Септимије Север је контролисао на тај начин што су војсковође имале команду над мањим бројем легија него дотада. 
Упркос Северовој строгости и чврстој војничкој управи коју је увео, по први пут још од доба Марка Аурелија, чинило се да Царство има опет једног јаког и способног цара. Након повратка са похода против Парта, подигао је један тријумфални лук који и данас постоји.

#### Прогон хришћана
Према наводима често веома непоузданих Царских повести (лат. Historia Augusta), за време Северове владавине десио се прогон хришћана. Историчар цркве, Евсевије Цезарејски, о Северу пише као прогонитељу хришћана, међутим, Тертулијан наводи да је Север био наклоњен хришћанима, да је његов лични лекар био хришћанин као и да је неколико пута лично интервенисао да би спасао хришћане племенитог порекла које је познавао.

#### Последње године и смрт
208. цар је отпутовао у Британију намеравајући да освоји Каледонију. Север је вероватно стигао у Британију на челу војске од 40.000 људи. Ојачао је Хадријанов зид, поново освојио јужне шкотске висоравни све до Антониновог зида који је такође појачан. Следећи стопе славног генерала Агриколе од пре једног века, Север је наставио продор на север и обновио римске тврђаве дуж шкотске обале. Према записима Касије Диона цар је био одлучан да освоји читаву Каледонију али се сусретао са великим потешкоћама крчећи шуме, премошћујући реке и водећи војску по незгодном терену. 
Северова даљи поход спречена је када се фатално разболео. Повукао се у Еборакум (данашњи Јорк). Каракала је накратко наставио поход али је убрзо склопио мир.
Римљани више никада нису обновили поход на Каледонију и недуго после Северове смрти трајно су се повукли према Хадријановом зиду.
Северов савет синовима Каракали и Гети био је: "Будите сложни, плаћајте добро војску и не брините ни за шта друго." (Касије Дион 77,15).
Након смрти, Сенат га је прогласио за бога. Наследили су га несложни синови Гета и Каракала. Тешко изборена стабилност Царства је тако била изгубљена; Септимије Север је остао једна од најснажнијих личности на царском престолу.